# Solde extérieur
En économie, le solde extérieur d'un secteur d'activité est égal à la différence (en valeur) entre les exportations et les importations de biens et services appartenant à ce secteur.
Du point de vue de la nation, on désigne par solde extérieur la balance commerciale, c'est-à-dire le solde extérieur de tous les biens et services.